# Plan de Merian
Pour les articles homonymes, voir Merian.

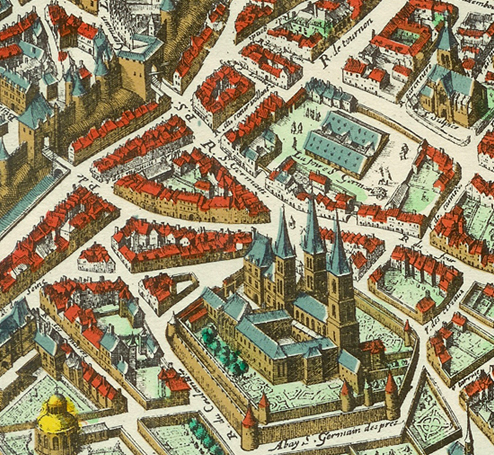
Vue détaillée du faubourg situé autour de l'abbaye de Saint-Germain-des-Prés (Mérian).

Le plan de Merian est un plan « vu d'oiseau (en) » de Paris, en direction de l'est, avec perspective, datant de 1615. Il a été composé sur deux feuilles de 51 cm sur 38 cm chacune, par le graveur suisse Matthäus Merian. Ici, c'est la copie qu'en a faite le graveur parisien Melchior Tavernier en 1630.

## Description
En haut, un phylactère avec le titre : « LE PLAN DE LA VILLE, CITE, VNIVERSITE ET FAVX-BOVRGS DE PARIS AVEC LA DESCRIPTION DE SON ANTIQVITE ET SINGVLIARITES. ».
En haut à gauche figurent, entre le château de Vincennes et les Marets du Temple figurent les armes de Paris (un bateau sur une rivière), au milieu d'une couronne de lauriers. Et à côté les armes de France et de Navarre entourées du collier de l'ordre du Saint-Esprit. En bas à gauche, au-dessous de la ferme de la Grange-Batelière on peut lire ce quatrain :
À côté, sur la droite, on lit « Melchior Tavernier del. 1630 », car il s'agit ici de la copie du plan de Matthäus Merian (1615) par Melchior Tavernier, et même du fac-similé de celui-là gravé en 1975 par Daniel Derveaux.
En bas du plan se trouve un ornement en forme de rose des vents placée au milieu de la Seine en aval.
Merian en a fait une nouvelle utilisation dans le Topographia Galliæ avec des textes de Martin Zeiller.
Il fut un des plus précis publiés pendant la première moitié du XVIIe siècle.[réf. nécessaire]

## Erreurs
Toute une rangée de rues du Marais est décalée. Il s'agit de :
- la rue au Maire qui est prise pour la rue des Gravilliers ;
- la rue des Gravilliers qui est prise pour la rue Chapon ;
- la rue Chapon qui est prise pour la rue de Montmorency ;
- la rue de Montmorency qui est prise pour la rue Grenier-Saint-Ladre ;
- et la rue Grenier-Saint-Ladre qui n'est pas nommée sur le plan.

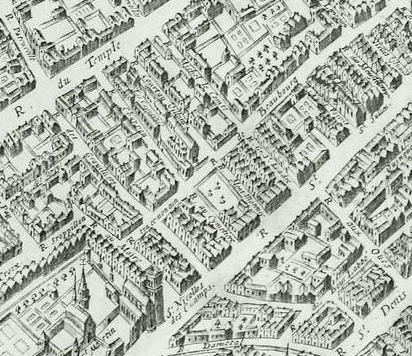
Détail du plan de Boisseau.
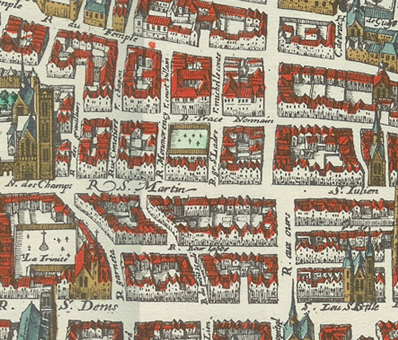
Détail du plan de Mérian.

Cette erreur est recopiée dans le plan de Visscher.